# Рогач
Рогач е село в Южна България. То се намира в община Крумовград, област Кърджали.

## География
Село Рогач се намира в планински район.
1. ↑  www.grao.bg